# Fátima Ptacek
Fátima Ptacek (Nueva York, 20 de agosto de 2000) es una actriz, modelo y activista de derechos humanos que trabaja con la campaña #HeForShe de ONU Mujeres por la igualdad de género estadounidense. Es más conocida como la voz principal actual de la serie animada para televisión de Nickelodeon Dora, la exploradora, Dora and Friends: Into the City! de 2014 a 2017 y por el papel principal en el cortometraje  "Curfew" ganador del Premio de la Academia en 2012.

## Biografía
Ptacek nació y reside en Nueva York con sus padres. Su madre es ecuatoriana. Su padre tiene raíces colombianas, checas, irlandesas y noruegas.
Es gimnasta, y compite en el nivel 7 de Gimnasia de los Estados Unidos de América, y participa en equitación inglesa; en 2010, señaló que esperaba clasificarse para los Juegos Olímpicos. En 2010, señaló que su objetivo era obtener una beca para Harvard o Yale, y se matriculó en una academia para niños superdotados. En 2013, fue admitida en la Sociedad Nacional de Honor Juvenil. Ha expresado su interés en pasar de la actuación a una carrera en derecho algún día. Su sueño de infancia era ser elegida Presidenta de los Estados Unidos; y sus comentarios la llevaron a ser invitada a ver en persona el debate de la Asamblea del Estado de Nueva York y el Senado del Estado de Nueva York. El asambleísta Francisco Moya la felicitó en la Asamblea y reconoció sus contribuciones a las artes. Además de hablar inglés y español con fluidez, Ptacek ha estudiado chino mandarín desde la infancia. En 2018 comenzó a asistir a la Universidad de Stanford.

## Trayectoria
Como actriz infantil, Ptacek apareció en más de 70 anuncios de televisión, y en las portadas de numerosas revistas nacionales. También fue una de las pocas modelos infantiles qe tuvo el privilegio de desfilar en Bryant Park durante la Semana de la Moda de Otoño anual en la ciudad de Nueva York. Descubierta por Wilhelmina Models, representada entonces por la agencia Abrams Artists Agency de Nueva York durante su carrera como actriz y modelo infantil, la aclamación de la crítica que recibió por su papel en la película ganadora del Óscar Curfew llevó a las cuatro grandes agencias de talentos —Creative Artist Agency (CAA), United Talent Agency (UTA), William Morris Endeavor (WME) e International Creative Management (ICM)— a intentar ficharla y, finalmente, ella decidió trabajar con ICM. Ptacek era una de las modelos infantiles mejor pagadas del mundo, con unos ingresos anuales de aproximadamente 250 000 dólares en 2010, cuando apareció como «la imagen de» Ralph Lauren y trabajó en importantes campañas para diseñadores de alta costura como Bonnie Young, Miss Sixty, Monna Lisa y Siviglia, y para casas de moda como Guess, The Gap, H&M y Benetton. Una de sus campañas más destacadas fue para Macy's en 2009, cuando revivió el papel infantil de Natalie Wood como «Virginia» en la campaña navideña de Macy's «Sí, Virginia, existe Papá Noel» , en la que Ptacek apareció en una serie de anuncios a toda página en los principales periódicos de Nueva York y en anuncios de televisión con famosos como Donald Trump, Queen Latifah, Martha Stewart y Carlos Ponce, y apariciones públicas en nombre de Macy's con el fin de recaudar fondos para la organización de alfabetización Reading is Fundamental (RIF). También apareció en la portada de ”Newsweek”.
En 2009, fue elegida para participar en la película cómica «The Rebound» junto a Catherine Zeta-Jones. Tras conseguir pequeños papeles en otras películas, fue elegida para interpretar papeles protagonistas en varias películas estrenadas en 2013 y 2014, entre ellas «A Little Game», «Anything's Possible» y '“Tio Papi”', and A Miracle in Spanish Harlem. Ptacek has appeared in television shows including Saturday Night Live, A Gifted Man, Royal Pains, The Beautiful Life, Body of Proof, and appeared with First Lady Michelle Obama on Sesame Street.
A Ptacek le ofrecieron un contrato de tres años como Dora en “”Dora la exploradora“”, en noviembre de 2010, con los primeros episodios nuevos de televisión con su voz en enero de 2012.  Sustituye a las anteriores voces Kathleen Herles y Caitlin Sanchez. Ella señala que era fanática del personaje antes de ser elegida para el papel, entre 200 chicas que se presentaron a la audición.  El papel le valió el premio a la «Mejor actriz joven - Televisión» en los Premios Imagen, a los que asistió. Está nominada en los premios de 2014 por «Mejor interpretación en una serie de televisión infantil». Entre los especiales en los que ha prestado su voz se incluyen «Dora Rocks!», «Dora's Rescue in Mermaid Kingdom», «Dora's Butterfly Ball» y «El rescate real de Dora», «La aventura de Pascua de Dora», y «La fantástica aventura gimnástica de Dora» (2012).
Ptacek protagonizó el cortometraje de Shawn Christensen “”Curfew“” (2012), así como su versión largometraje “”Before I Disappear“” (2014), sobre un hombre deprimido al que le piden que cuide de su sobrina. Christensen había hecho audiciones a varias actrices para el papel, pero vio a Ptacek en un programa matutino. Admite que esperaba que ella destacara en la audición y la describe como «fenomenal». La actuación de Ptacek, que recibió grandes elogios de la crítica, fue considerada «un gran avance», «memorable», «encantador», una «confianza inquietante y madura para alguien tan joven», y «deliciosamente molesta». La película fue nominada a «Mejor cortometraje de acción real» en la 85.ª edición de los Premios Óscar, la primera vez que la categoría se abrió a la votación de todos los miembros de la Academia de Artes y Ciencias Cinematográficas. La película ganó, con Ptacek presente en la ceremonia. Asistió a la fiesta de los Óscar de Vanity Fair con Christensen. Ptacek ganó personalmente el premio a la mejor actriz joven en el Sapporo Short Fest de 2012 (la película se proyectó allí al año siguiente con la presencia de Ptacek), Se ha anunciado una película sobre la historia, con el regreso de Ptacek. Mejor actriz en el Festival Internacional de Cine de Rincón 2013 y mejor actriz en el Festival de Cine de Vaughan 2013.
Joey Dedio, guionista y protagonista de la película «Tio Papi», en la que actúa Ptacek, comentó en una entrevista que «con ella nos ha tocado la lotería. Es una actriz con clase, al igual que sus padres». Ptacek fue nominada al premio Imagen Award a la «Mejor actriz/Actriz de reparto - Largometraje», junto con otras nominadas como Elizabeth Rodríguez de la misma película; Míriam Colón (“”Bless Me, Ultima“”) ganó en esta categoría.
«Dora y sus amigos: En la ciudad» (2014-2017) también cuenta con Ptacek como la voz de Dora. Mientras que Ptacek habla con un tono más agudo en «Dora la exploradora», la nueva serie le permite utilizar una voz más natural, ya que el personaje tiene 10 años al inicio de la producción, la misma edad que Ptacek en la vida real, 12 años. La producción de la serie original continúa. Los productores han permitido a Ptacek modificar algunas frases cuando considera que puede ofrecer una versión más precisa de cómo hablan los jóvenes. Ptacek ganó el premio a la «Mejor interpretación en una serie de televisión para jóvenes/niños» en los NAACP Image Awards de 2015. 

## Filmografía
| Año          | Película             | Rol                              |
| ------------ | -------------------- | -------------------------------- |
| 2008         | One Last Beat        | Niña Pequeña                     |
| 2009         | Speed Grieving       | Lucy                             |
| 2009         | Sweet Flame          | Amiga de Amber                   |
| 2010         | The Rebound          | Niña de Mozambique               |
| 2011         | Body of Proof        | "Buried Secrets" - Becky Salerno |
| 2011         | Anything is Possible | Jesse                            |
| 2011-2015    | Dora, la exploradora | Dora                             |
| 2012         | Curfew               | Sophia                           |
| 2013         | Tio Papi             | Angela                           |
| 2014         | Before I Disappear   | Sophia                           |
| 2010-present | Dora & Amigos        | Dora                             |

## Premios y nominaciones
| Año  | Premio             | Categoría                                      | Trabajo  | Resultado | Ref.   |
| ---- | ------------------ | ---------------------------------------------- | -------- | --------- | ------ |
| 2014 | Young Artist Award | Mejor Actuación en una Película - Actriz Joven | Tio Papi | Ganadora  | [ 52 ] |